# Hartmut Richter

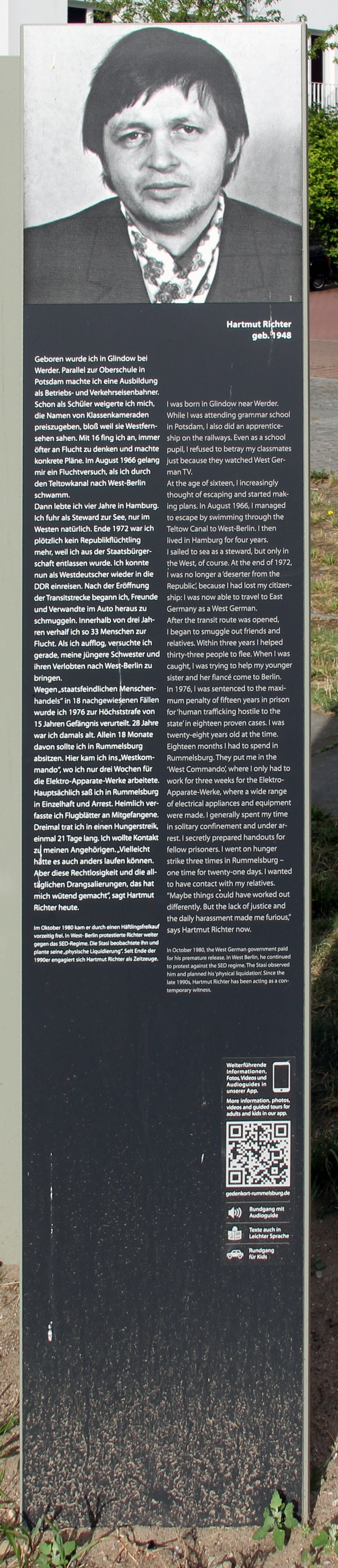
Gedenktafel, Hauptstraße 8, in Berlin-Rummelsburg

Hartmut Richter (* 1948 in Glindow) ist ein ehemaliger DDR-Flüchtling und Fluchthelfer.

## Werdegang
Hartmut Richter wurde 1948 in Glindow (Brandenburg) geboren. Sein Vater war Obstbauer, seine Mutter Hausfrau. Nach der Grundschule besuchte er die Erweiterte Oberschule, wo er im Chor sang. Kurz vor dem Abitur versuchte er als 18-Jähriger, im Januar 1966 über die tschechisch-österreichische Grenze in den Westen zu gelangen. Doch der Fluchtversuch scheiterte.
Hartmut Richter, der das SED-Regime ablehnte, wurde festgenommen, saß drei Monate in Untersuchungshaft und wurde im Mai 1966 vom Kreisgericht Potsdam zu zehn Monaten Haft auf Bewährung verurteilt.
Ein erneuter Fluchtversuch Ende August 1966 gelang: Hartmut Richter schwamm bei Dreilinden durch den Teltowkanal nach West-Berlin, lange muss er dabei im Wasser ausharren. Die Fluchterfahrung prägte ihn sein ganzes Leben. Bis 1972 reiste Hartmut Richter als Schiffssteward durch die Welt. Als er nach West-Berlin zurückkehrte, trat das Transitabkommen zwischen der Bundesrepublik und der DDR in Kraft. Das machte es leichter, Flüchtlinge aus der DDR in westdeutschen Fahrzeugen zu verstecken und über die Transitstrecken in den Westen zu bringen.
Im gleichen Jahr durfte Richter infolge einer Amnestie wieder in die DDR einreisen. 1973 bat ihn ein Bekannter, für eine Freundin aus der DDR einen geeigneten Fluchthelfer zu suchen. Hartmut Richter beschlosst, die Fluchthilfe selbst zu übernehmen. Sein Heimatort Glindow befand sich unmittelbar an der Transit-Autobahn Hannover-Berlin. Die fluchtwillige Frau erwartete ihn in einem Schuppen auf dem elterlichen Grundstück, wo er sie abholte und im Kofferraum seines Autos nach West-Berlin brachte. Dieser ersten Fluchthilfe folgen weitere. Bald erkannte Hartmut Richter, dass sein Auftraggeber die Fluchthilfe als Geschäft betrachtete und daran verdiente.
Das fand er zwar grundsätzlich nicht anstößig, denn die Vorbereitung einer Flucht war zeitaufwendig und das Risiko für den Fluchthelfer groß. Doch die geforderten Geldbeträge erschienen ihm unverhältnismäßig hoch und er nahm keine weiteren Aufträge entgegen. Stattdessen verhalf Hartmut Richter eigenständig Freunden und Bekannten zur Flucht aus der DDR. Die Flüchtlinge holte er auf die bewährte Weise in Glindow oder an einer Bushaltestelle nahe Finkenkrug ab.
Beim Versuch, seine Schwester in die Bundesrepublik zu holen, wurde er 1975 verhaftet und zu einer Freiheitsstrafe von 15 Jahren verurteilt. 1980 wurde er durch die Bundesrepublik freigekauft.
Insgesamt 33 Menschen gelangten mit seiner Hilfe in den Westen.
Richter lebt seit 1966 in Berlin. Er engagiert sich als Zeitzeuge für die Bundesstiftung zur Aufarbeitung der SED-Diktatur.
1999 wurde er Besucherreferent und Führer in der Gedenkstätte Berlin-Hohenschönhausen. Für seine Arbeit als Fluchthelfer erhielt er 2012 das Bundesverdienstkreuz am Bande.

## Ehrungen
- 2012: Verdienstkreuz am Bande der Bundesrepublik Deutschland